# Simojoki
Il Simojoki è un fiume della Finlandia, che scorre interamente nella regione della Lapponia.

## Descrizione

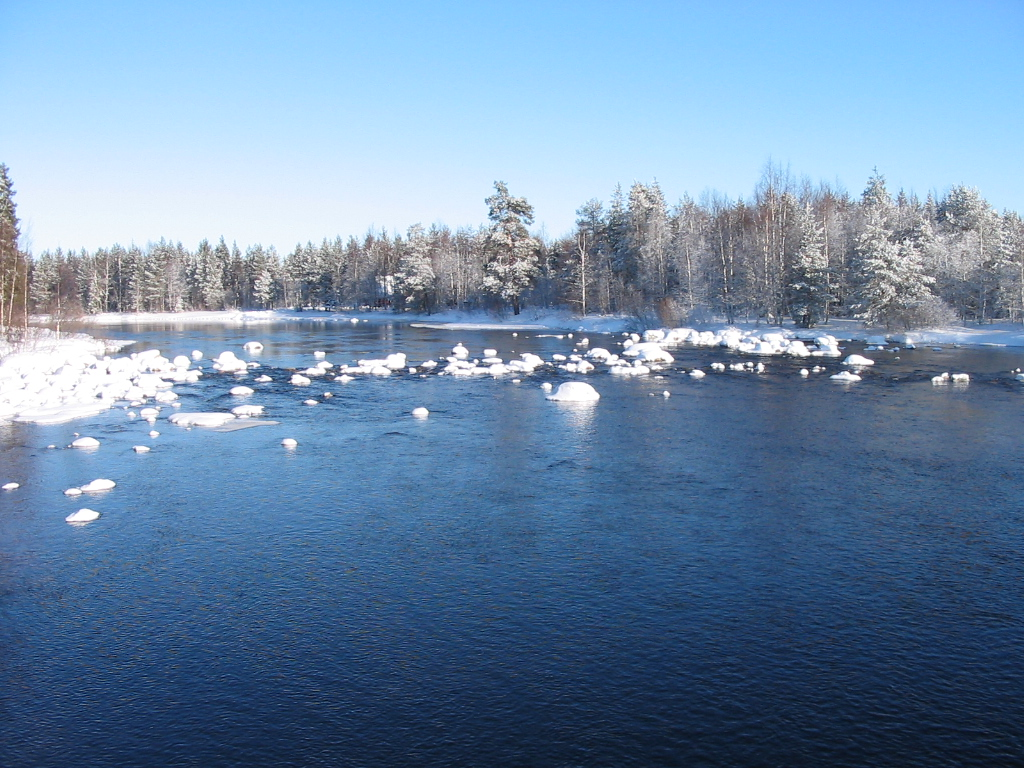
Il Simojoki a Ranua nel marzo 2005.

Il Simojoki nasce dal lago Simojärvi nel comune di Ranua e sfocia nel golfo di Botnia, un settore del mar Baltico, a Simo. Con una lunghezza di 193 km, è il decimo fiume più lungo della Finlandia. Nei pressi della sua foce è largo tra 70 e 150 metri.
Il Simojoki ospita una grande popolazione di salmoni selvatici, rendendolo una popolare destinazione per la pesca sportiva.